# Stödväxling
Stödväxling, olikformade pelare (oftast storleksmässigt) i en travé. De tjocka pelarna tar upp tyngden från väggar och tak. Användes till exempel inom gotisk arkitektur och romansk arkitektur.